# Taofeek Ismaheel
Taofeek Ajibade Ismaheel (16 luglio 2000) è un calciatore nigeriano, centrocampista del Górnik Zabrze.

## Carriera
Dopo gli inizi in Nigeria nel 2019 è approdato in Norvegia dove ha iniziato a giocare con lo Skeid in seconda divisione. Nel 2021 è stato acquistato dal Fredrikstad con cui ha realizzato 13 reti in 31 incontri di 1. divisjon. Il 1º febbraio 2022 è stato acquistato a titolo definitivo dal Lorient, club della prima divisione francese, che lo ha contestualmente ceduto in prestito al Vålerenga (nella prima divisione norvegese) fino al termine della stagione. Il 10 agosto 2022 è passato in prestito allo SK Beveren, nella prima divisione belga, trasferimento in seguito prolungato anche per la stagione 2023-2024.
Il 17 luglio 2024 è stato acquistato a titolo definitivo dal Górnik Zabrze, club della prima divisione polacca.

## Statistiche

### Presenze e reti nei club
Statistiche aggiornate al 2 aprile 2025.
| Stagione          | Squadra           | Campionato        | Campionato | Campionato | Coppe nazionali | Coppe nazionali | Coppe nazionali | Coppe continentali | Coppe continentali | Coppe continentali | Altre coppe | Altre coppe | Altre coppe | Totale | Totale | Totale |
| Stagione          | Squadra           | Comp              | Pres       | Reti       | Comp            | Pres            | Reti            | Comp               | Pres               | Reti               | Comp        | Pres        | Reti        | Pres   | Reti   |        |
| ----------------- | ----------------- | ----------------- | ---------- | ---------- | --------------- | --------------- | --------------- | ------------------ | ------------------ | ------------------ | ----------- | ----------- | ----------- | ------ | ------ | ------ |
| 2019              | Skeid             | 1D                | 16         | 0          | CN              | 1               | 0               | -                  | -                  | -                  | -           | -           | -           | 17     | 0      |        |
| 2020              | Skeid             | 2D                | 20         | 6          | CN              | 0               | 0               | -                  | -                  | -                  | -           | -           | -           | 20     | 6      |        |
| Totale Skeid      | Totale Skeid      | Totale Skeid      | 36         | 6          |                 | 1               | 0               |                    | -                  | -                  |             | -           | -           | 37     | 6      |        |
| 2021              | Fredrikstad       | 1D                | 31         | 13         | CN              | 0               | 0               | -                  | -                  | -                  | -           | -           | -           | 31     | 13     |        |
| 2022              | Vålerenga 2       | 2D                | 3          | 1          | -               | -               | -               | -                  | -                  | -                  | -           | -           | -           | 3      | 1      |        |
| 2022              | Vålerenga         | 1D                | 9          | 0          | CN              | 1               | 0               | -                  | -                  | -                  | -           | -           | -           | 10     | 0      |        |
| 2022-2023         | SK Beveren        | CPL               | 21         | 1          | CB              | 2               | 1               | -                  | -                  | -                  | -           | -           | -           | 23     | 2      |        |
| 2023-2024         | SK Beveren        | CPL               | 30         | 6          | CB              | 3               | 0               | -                  | -                  | -                  | -           | -           | -           | 33     | 6      |        |
| Totale SK Beveren | Totale SK Beveren | Totale SK Beveren | 51         | 7          |                 | 5               | 1               |                    | -                  | -                  |             | -           | -           | 56     | 8      |        |
| 2024-2025         | Górnik Zabrze     | EK                | 25         | 2          | CP              | 1               | 0               | -                  | -                  | -                  | -           | -           | -           | 26     | 2      |        |
| Totale carriera   | Totale carriera   | Totale carriera   | 155        | 29         |                 | 8               | 1               |                    | -                  | -                  |             | -           | -           | 163    | 30     |        |